# Vazerac
Vazerac ist eine französische Gemeinde mit 767 Einwohnern (Stand: 1. Januar 2022) im Département Tarn-et-Garonne in der Region Okzitanien. Die Gemeinde liegt im Arrondissement Montauban und ist Mitglied im Gemeindeverband Communauté de communes du Pays de Lafrançaise. Die Einwohner werden Vazeracais und Vazeracaises genannt.

## Geografie
Vazerac liegt an der Grenze zum benachbarten Département Lot in der Région naturelle Quercy Blanc etwa 20 Kilometer nordnordöstlich von Montauban an der Lupte. Im Nordwesten des Gemeindegebietes verläuft das Flüsschen Lembous. Das Gemeindegebiet gehört zum Einzugsgebiet der Garonne und wird darüber hinaus vom Lemboulas, vom Fossé Grand de Cronzou von verschiedenen anderen kleinen Wasserläufen entwässert.
Umgeben wird Vazerac von den Nachbargemeinden Sauveterre im Norden, Castelnau Montratier-Sainte Alauzie (Lot) mit Castelnau-Montratier im Nordosten, Labarthe im Osten, Puycornet im Süden, Lafrançaise im Südwesten sowie Cazes-Mondenard im Westen.

## Einwohnerentwicklung

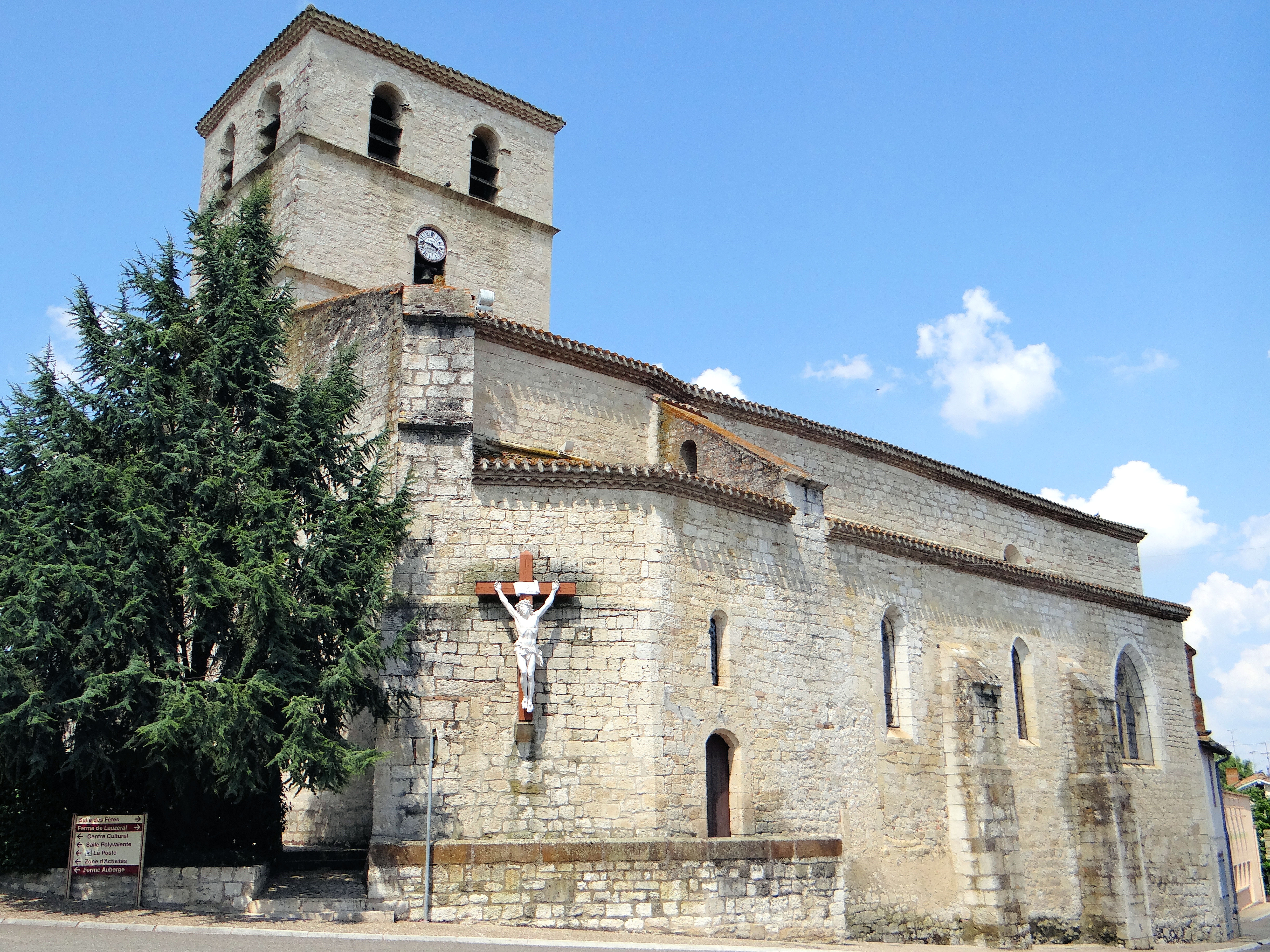
Kirche Saint-Julien

| Jahr      | 1962 | 1968 | 1975 | 1982 | 1990 | 1999 | 2006 | 2013 | 2020 |
| --------- | ---- | ---- | ---- | ---- | ---- | ---- | ---- | ---- | ---- |
| Einwohner | 877  | 872  | 786  | 658  | 700  | 700  | 686  | 732  | 748  |

## Sehenswürdigkeiten
- Kirche Saint-Julien mit Bauprojekten aus dem 15. bis 20. Jahrhundert, seit 1978 als Monument historique eingeschrieben
- Kirche Saint-Blaise in Moncalvignac, Neubau aus dem Jahr 1952
- Früheres römisches Oppidum
- Schloss Blauzac aus dem 14./15. Jahrhundert